# Abarán
Abarán é um município da Espanha na província e comunidade autónoma de Múrcia. Tem 115,4 km² de área e em 2021 tinha 13 066 habitantes (densidade: 113,2 hab./km²).

## Demografia
| Variação demográfica do município entre 1991 e 2004 | Variação demográfica do município entre 1991 e 2004 | Variação demográfica do município entre 1991 e 2004 | Variação demográfica do município entre 1991 e 2004 |
| --------------------------------------------------- | --------------------------------------------------- | --------------------------------------------------- | --------------------------------------------------- |
| 1991                                                | 1996                                                | 2001                                                | 2004                                                |
| 11865                                               | 12002                                               | 12513                                               | 12804                                               |